# Teoría de las variables regionalizadas

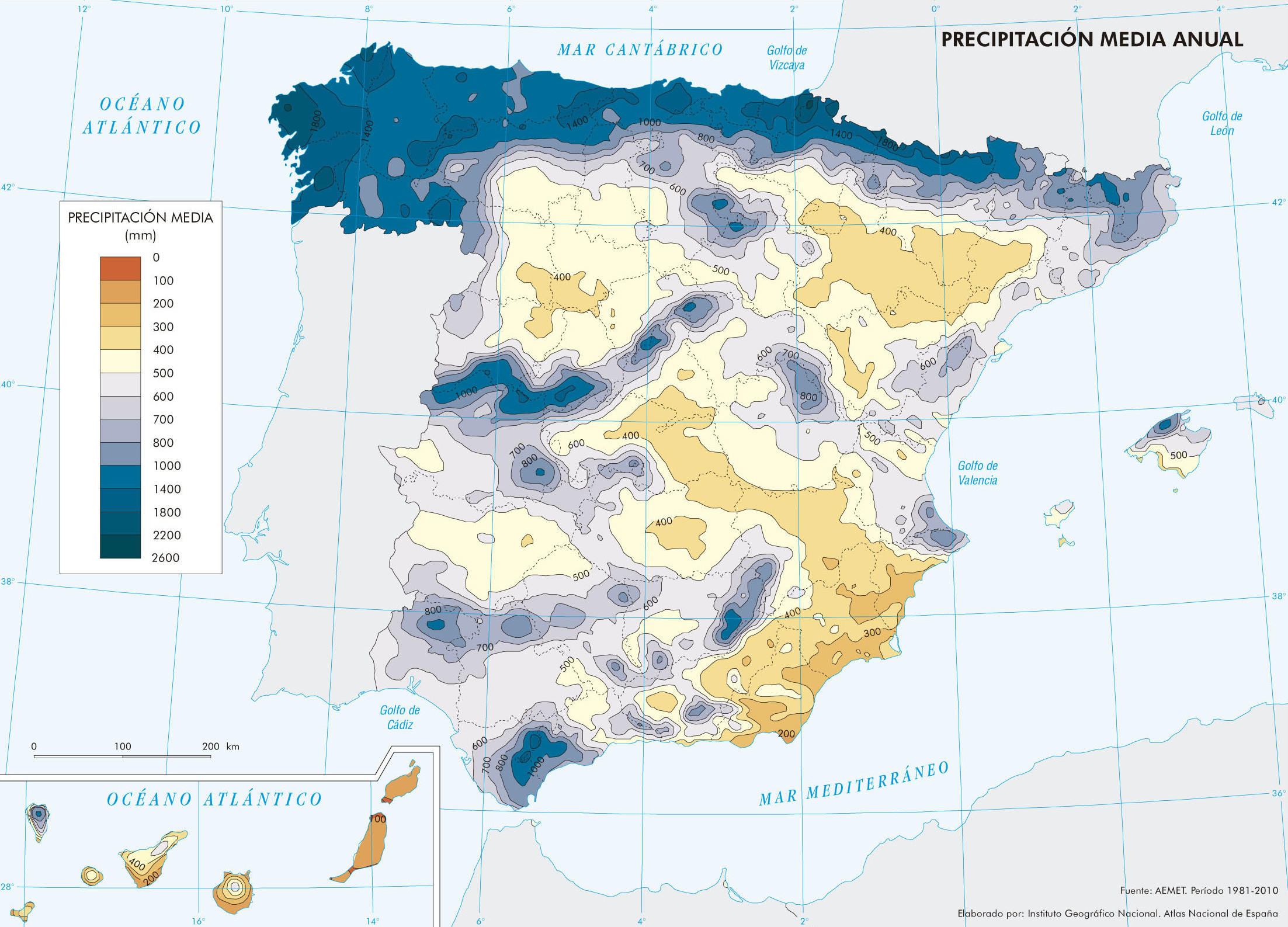
Mapa de precipitación media anual (mm) en España durante el periodo 1981-2010. La cantidad de lluvia caída es una variable regionalizada; se distribuye de forma continua en el espacio, pero es diferente en cada lugar.

La teoría de variables regionalizadas, propuesta por Georges Matheron en 1965, permite estudiar los fenómenos que presentan una distribución continua en el espacio considerándolos como variables que dependen de su posición espacial en el área objeto de estudio. En base a esta teoría, se intenta caracterizar los fenómenos que presentan una distribución en el espacio como variables que dependen de un valor y su posición espacial. Para ello la teoría asume que a partir de un muestreo en el dominio del espacio (o del tiempo) se puede construir un modelo predictivo utilizando los datos disponibles (z), tomados en diferentes lugares (o diferentes momentos) asumiendo que los datos [z(s): i = 1,... ,n] son variables aleatorias las cuales asumen un atributo numérico con una determinada distribución de probabilidad y función aleatoria (Z) definida una función fija, pero desconocida:  {z(s): s {\displaystyle \in } D}.

## Fundamento
Históricamente, los primeros usos del vocabulario y del concepto de “variable regionalizada” se referían casi exclusivamente a los estudios de  distribución de minerales en un yacimiento minero o en una zona de territorio con presencia de tales minerales. Si embargo, con el tiempo esta teoría a encontrado aplicaciones en campos tan variados como la meteorología y la silvicultura, la batimetría y la topografía, el análisis ambiental, la agricultura de precisión, la pesca, la epidemiología, la ingeniería civil y, en general, en cualquier actividad que requiera el empleo de métodos geoestadísticos, ya que en base a ella se pueden establecer modelos predictivos para la interpolación en el espacio.
El concepto de la teoría es que la interpolación desde puntos en el espacio no debe basarse en un objeto continuo y suave. Sin embargo, debería basarse en un modelo estocástico que tenga en cuenta las diversas tendencias en el conjunto original de puntos. La teoría considera que dentro de cualquier conjunto de datos se pueden detectar tres tipos de relaciones:
1. Parte estructural, que también se llama tendencia.
2. Variación correlacionada.
3. Variación no correlacionada o ruido.

Después de definir las tres relaciones anteriores, la teoría aplica la primera ley de la geografía para predecir los valores desconocidos de los puntos. La principal aplicación de esta teoría es el método Kriging para la interpolación espacial.